# Sorbets (Gers)
Sorbets település Franciaországban, Gers megyében. Lakosainak száma 201 fő (2022. január 1.). Sorbets Arblade-le-Haut, Bétous, Bouzon-Gellenave, Fustérouau, Saint-Martin-d’Armagnac, Sarragachies, Sion, Termes-d’Armagnac és Urgosse községekkel határos.

## Népesség
A település népessége az elmúlt években az alábbi módon változott:
| Lakosok száma | 224  | 191  | 203  | 223  | 193  | 213  | 226  | 227  | 219  | 201  |
|               | 1968 | 1982 | 1990 | 2006 | 2013 | 2015 | 2017 | 2019 | 2020 | 2022 |